# Rio Chao Phraya

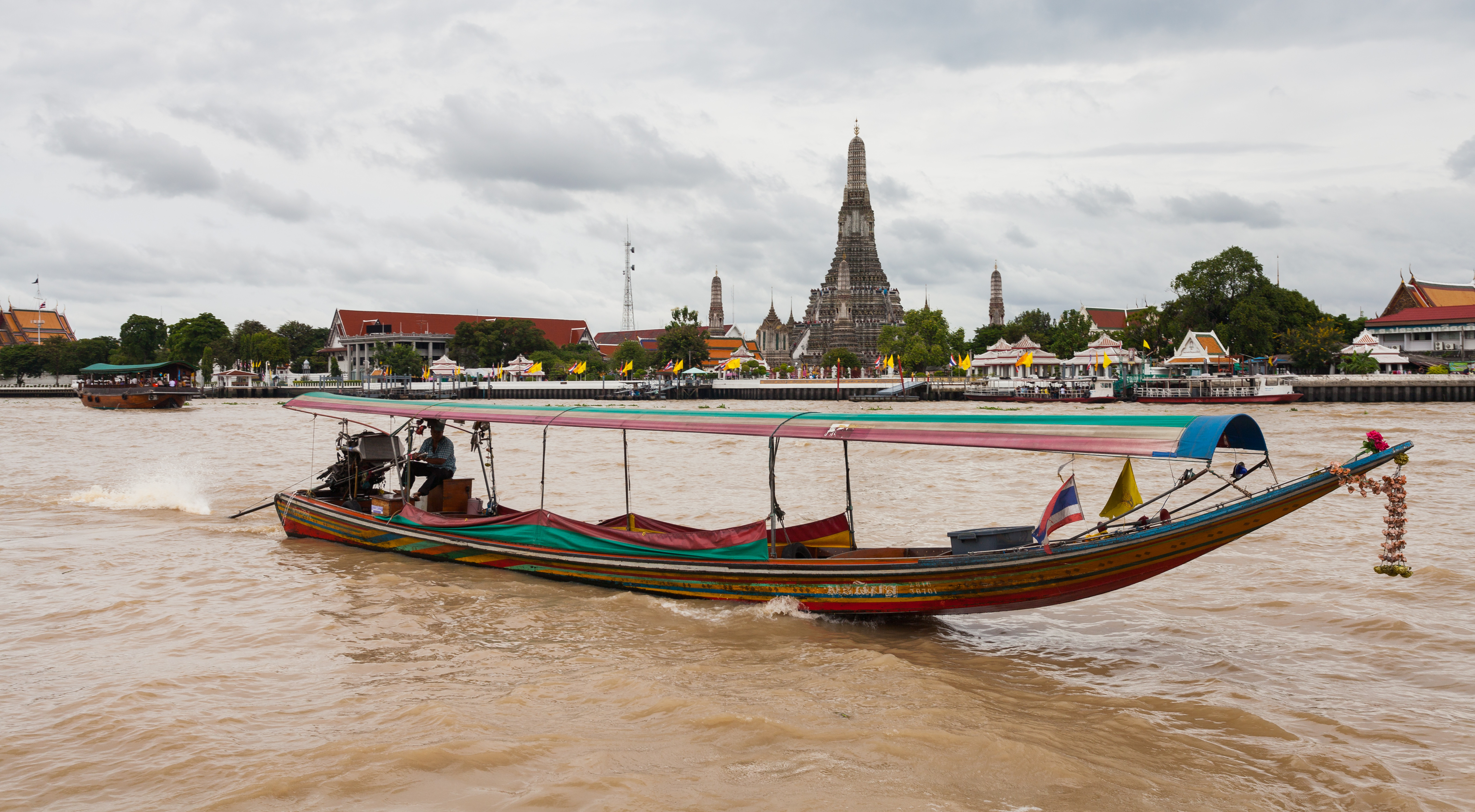
Barco de cauda longa no rio Chao Phraya com o templo Wat Arun na parte de trás.

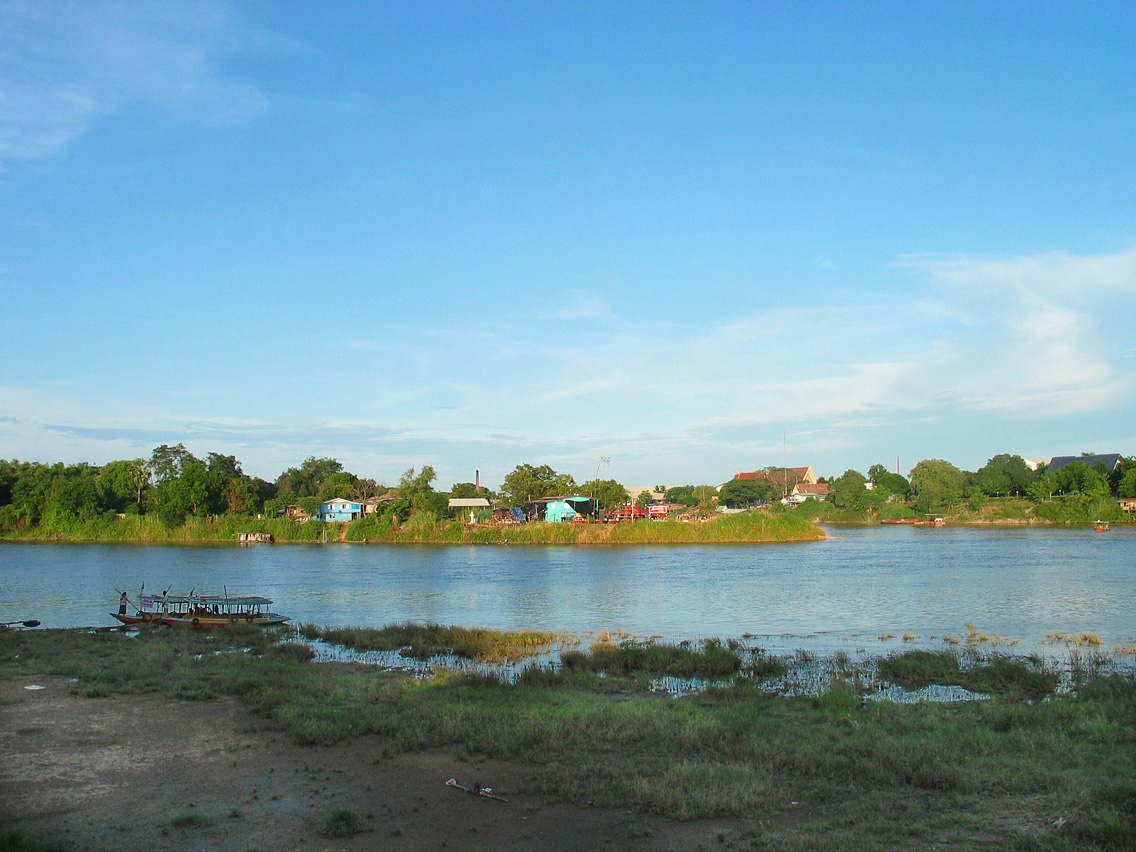
Origem do Chao Phraya em Nakhon Sawan.

O Chao Phraya (em tailandês:  แม่น้ำเจ้าพระยา) é um dos grandes rios da Tailândia, com a sua grande planície aluvial. Atravessa Bangkok, a capital da Tailândia.

## Etimologia
Em muitos mapas europeus antigos, o rio é nomeado Menam ou Mae Nam, a palavra Tai para rio (Me ou Mae significa "Mãe", Nam é "Água"). O nome Chao Phraya é um título de nobreza feudal Tai, que pode ser raduzido como General ou Senhor. Por vezes é raduzido nos media como Rio dos Reis.